# Eduardo César Gaspar
Eduardo Cesar Daud Gaspar född 15 maj 1978 i São Paulo, Brasilien), mera känd under namnet Edu, är en brasiliansk före detta fotbollsspelare som spelade som mittfältare. Från 9 juli 2019 till 2022 var han teknisk direktör i Arsenal, och därefter sportchef åren 2022–2024.

## Meriter
- Brasiliansk mästare - 1998, 1999
- VM för klubblag - 2000
- Premier League - 2002, 2004
- FA-cupen - 2002, 2003
- Brasiliens landslag - 15 matcher
  - Copa América - 2004
  - FIFA Confederations Cup - 2005